# Louis-Pierre Verwee
Louis-Pierre Verwee (Kortrijk, 19 maart 1807 - Brussel, november 1877) was een Belgisch Romantisch schilder van dieren en winterse landschappen.
Hij verliet de school vroegtijdig om leerling te worden aan de Academie van Kortrijk. Hij had hier tot 1824 als leermeesters Jan Baptiste de Jonghe (1785-1844) en de bekende dierenschilder Eugène Verboeckhoven. Hij volgde Verboeckhoven naar Gent en later naar Brussel. Later in zijn leven ging hij op reis door Duitsland, Frankrijk en Nederland en verbleef hij van 1867 tot 1868 in Londen.
Hij schilderde aanvankelijk in Verboeckhovens stijl, zodanig dat veel van zijn schilderijen werden verkocht als schilderijen van Verboeckhoven. Bovendien gebeurde het regelmatig dat Verboeckhoven dieren schilderde in de landschapschilderijen van zijn leerlingen. Verwee schilderde bossen en rivieren op dezelfde stereotiepe, romantische wijze die men terugvindt in de landschappen van Andreas Schelfhout (1787-1870), Barend Cornelis Koekkoek (1803-1862), Frans Keelhoff (1820-1893) en Johann Bernard Klombeck (1815-1893).
In een latere periode zocht hij naar vernieuwing maar liep vanaf 1837 vast in steeds opnieuw gevarieerde winterlandschappen. Dergelijke winterlandschappen waren in de mode gekomen door Barend Cornelis Koekkoek en Andreas Schelfhout. Louis-Pierre Verwee beeldde ze af met laaghangende, zware sneeuwwolken boven winterse landschappen met hier en daar enkele figuren. Hij gebruikte in zijn kleurenpalet lichtblauw en metallisch grijs in een poging het intieme, stemmingsvolle aspect van dergelijke landschappen weer te geven. Enkele van deze schilderijen werden ook gestoffeerd door Florent Willems.
Hij had in zijn huwelijk met Claire van der Smissen drie zonen (waarvan twee eveneens kunstschilder werden: Alfred Verwee en Louis-Charles Verwee) en een dochter.
Hij gaf een aantal steendrukken uit naar werken van Eugène Verboeckhoven.
Zijn schilderijen behalen op veilingen regelmatig hoge prijzen zoals € 7.000 in maart 2007 in veilinghuis Bernaerts in Antwerpen en € 13.000 in mei 2007 voor "Een winters landschap met schaatsers" in het veilinghuis Vanderkindere te Brussel. Een ander "Winters landschap met schaatsers" behaalde zelfs € 39.000 in het veilinghuis Dorotheum in Wenen.

## Musea
- Belgische Staat, Brussel
- Stedelijk Museum, Ieper
- Musée des Beaux-Arts (Dijon)
- Museum voor Oudheidkunde en Sierkunst en Schone Kunsten (Kortrijk)
- John Selbach Museum, Maaseik (landschap met diervoorstellingen van Eugène Verboeckhoven)